# People Who Aren't There Anymore
People Who Aren't There Anymore è il settimo album in studio del gruppo musicale statunitense Future Islands, pubblicato nel 2024.

## Tracce
Testi e musiche di William Cashion, Samuel T. Herring, Mike Lowry e Gerrit Welmers.
1. King of Sweden – 4:11
2. The Tower – 3:36
3. Deep in the Night – 3:27
4. Say Goodbye – 3:58
5. Give Me the Ghost Back – 3:17
6. Corner of My Eye – 3:53
7. The Thief – 3:21
8. Iris – 3:44
9. The Fight – 4:27
10. Peach – 3:12
11. The Sickness – 4:01
12. The Garden Wheel – 2:48